# Gai Fabrici
Gai Fabrici (llatí: Gaius Fabricius) va ser un personatge notable d'Aletrium germà bessó de Luci Fabrici (llatí: Lucius Fabricius), segons Ciceró. Formaven part de la gens Fabrícia.
Tots dos eren homes de mal caràcter, i concretament Gai Fabrici va ser acusat de ser l'instrument d'Estaci Albi Opiànic per destruir a Aulus Cluenci l'any 67 aC.